# KIOS Ruinerwold
KIOS Ruinerwold is een Nederlandse korfbalvereniging uit Ruinerwold.
De vereniging is opgericht op 11 maart 1920. De clubkleuren zijn groen en zwart. In de beginperiode werd er gespeeld in het weiland achter het plaatselijke café. In de jaren tachtig behoorde de vereniging tot de landelijke top. Hierna speelde men lager. In 1989 kreeg de vereniging de mogelijkheid om van de nieuwe gemeentelijke sporthal gebruik te maken en kwam er bij het eigen natuurgrasveld een eigen kantine en volgden er kleedruimtes. In het seizoen 2022-2023  zijn er vijf volwassen teams, één junioren team, één aspiranten team en 5 pupillen teams. KIOS beschikt al heel wat jaren over een kunstgrasveld, waarvan in 2022 de toplaag vervangen is.